# Neustift bei Güssing
Neustift bei Güssing (węg. Újtelep) – gmina w Austrii, w kraju związkowym Burgenland, w powiecie Güssing. Według Austriackiego Urzędu Statystycznego liczyła 509 mieszkańców (1 stycznia 2014).